# 平嶋夏海
平嶋夏海（日語：平嶋 夏海，1992年5月28日—）是日本女藝人，為女子偶像團體AKB48前成員，東京都出身，所屬經紀公司為ワンエイトプロモーション。

## 来歴
2005年
- 10月30日、參加『AKB48第一期的甄選』合格（參加人數7924名、最終合格者24名）。
- 12月8日、作為甄選成員候補生的20名之一，在AKB48劇場初次登場（当時是旧Team A所屬）。

2007年
- 2月、與浦野一美、渡邊志穗移至旧Team B作為支援成員。

2009年
- 1月開始、與同事務所所屬的多田愛佳、仲川遥香、渡邊麻友組成「走廊奔跑隊」開始活動（之後改為走廊奔跑隊7）。
- 6月至7月舉行的『AKB48第13張單曲選拔總選舉「向神發誓，動真格」』中獲得第26位，成為Under Girls。

2010年
- 5月至6月舉行的『AKB48第17張單曲選拔總選舉「向母親發誓，這是真的」』中獲得第26位，成為Under Girls。

2011年
- 2月25日、『TeamB 5th Stage「劇場的女神」』公演中是劇場公演共計出演回數777回[3]。
- 5月至6月舉行的『AKB48第22張單曲選拔總選舉「今年也要全力以赴」』第3次連續獲得第26位，成為Under Girls[4]。

2012年
- 1月28日、因與男友的私人照片流出[5][6]，宣佈退出AKB48的所有活動[7][8]。
- 2月5日、「崇尚麻里子」劇場盤大握手会宣佈所有有關AKB48的活動完結[9][10]。
- 7月25日、在這日發售的第二張渡邊麻友的單曲《成年人Jelly Beans》初回生產限定盤Type C的映像特典企劃，與渡邊談及有關「禁止戀愛事項」（攝於6月27日）。是自從退出AKB48之後再次參加藝能活動。
- 10月24日、從這日開始，籍舞台劇正式復出藝能界。

2013年
- 在2月1日公開[11]的《AKB48心程紀實3：少女眼淚的背後》中，參與了這部她自AKB48退出以來的電影面談映像。
- 4月7日，報名參選第五屆AKB48選拔總選舉。
- 6月8日，AKB48第32張單曲選拔總選舉獲得第62名，是唯一一位參加候選而入圍的畢業成員。

## 人物
有花粉症。

### AKB48相關
在第4張單曲「BINGO!」初次被選為選拔成員。第8張單曲「櫻花的花瓣們2008」再度被選為選拔成員。
AKB48劇場公演的出演回數是包括畢業生是AKB48全成員中最多，至2011年2月25日出演有777回，同年8月20日達成出演800回，總共出演833回。至2012年3月28日現在，AKB48劇場公演凡演回數已超過800回，平嶋和浦野（在2011年5月4日出演800回達成，總共828回出演）2人是出演最多。
研究生（2011年2月時侯）的首推成員是入山杏奈。
在AKB48活動完結之後，取得電單車駕駛執照，喜歡到烹飪班去。而且，在2012年4月開始到大學上學。

## 參加AKB48樂曲

### 單曲CD選拔曲
- 櫻花的花瓣們
- BINGO!
- 櫻花的花瓣們2008
- 大聲鑽石（Team A ver.） - Team A名義
- 無法飛翔的鳳尾蝶 - Under Girls名義
- 飛機雲 - Theater Girls名義
- 我的YELL - Theater Girls名義
- 淚的拉鋸戰 - Under Girls名義
- 專屬於我的value - Under Girls名義
- 愛的跳躍 - Team B名義
- 區域K - DIVA名義
- 人的力量 - Under Girls名義
- 不能擁抱你 - Under Girls名義
- Vamos - Under Girls 薔薇組名義
- 暱稱Fantasy - Team B名義
- 榮格和佛洛伊德的情況 - Special Girls C名義[註 1]
- 猜想的橘子果醬 - Future Girls名義[16]

### 組曲
TeamA 1st Stage「PARTY开始了」公演
1. 星之温度（2nd UNIT）

TeamA 2nd Stage「想见你」公演
1. 沙灘的櫻桃
2. 里約的革命

TeamA 3rd Stage「为了谁」公演
1. 用飛吻擊落他！

TeamB 1st Stage「青春女孩」公演
1. 雨中動物園
2. 放浪之夏

TeamB 2st Stage「想見你」公演
1. 玻璃般的我愛你
2. 從背後緊緊相擁
3. 里約的革命

※雖然是全員參加的曲目，但在『裙襬飄飄』中是以前排成員的身分登場。
TeamB 3rd Stage「睡衣兜风」公演
1. 睡衣兜風

TeamB 4th Stage「偶像的黎明」公演
1. 口對口的巧克力
2. 天国野郎（伴舞）

THEATER G-ROSSO「不要让梦想死去」公演
1. 1. Bye Bye Bye

※峯岸みなみ・石田晴香的替補
TeamB 5th Stage「劇場的女神」公演
1. 男更衣室
2. 嵐の夜には※

※鈴木まりや的Unit Under

## 演出

### 電視
- AKB1時59分!（2008年2月21日 - 3月6日、日本電視台）
- AKB48神TV（家庭劇場）
  - Season1（2008年10月12日）
  - Season4（2010年8月1日・8日）
- AKBINGO!（2010年3月3日 - 17日、日本電視台）
- 週刊AKB（2010年3月19日 - 4月2日、東京電視台）
- 有吉AKB共和国（2010年8月30日・10月21日[17]、TBS電視台）
- 馬路須加學園2 最終話（2011年7月1日、東京電視台） - 飾演 なつみ
- 微妙〜（2011年10月27日・11月3日・17日・12月1日、ひかりTV）
- AKB48的真實～選拔總選舉前奏特別節目～（AKB48の真実 ～選抜総選挙直前SP～）(2013年6月2日、富士電視台)
- AKB48 SHOW! (2013年12月14日、以走廊奔跑隊成員身份參加、NHK BS Premium)

### 舞台劇
- Arts Fusion 2008 in KANAGAWA ドリル魂 横浜現場編（2009年2月27日 - 3月1日、神奈川縣立青少年中心）
- 乱童 RAN-DOH（2009年10月30日・31日、天王洲銀河劇場）
- 乱童 RAN-DOH〜Voice in City〜再演（2010年1月3日 - 5日、青山劇場）
- Arts Fusion in KANAGAWA ドリル魂 YOKOHAMA ガチンコ編（2010年2月26日 - 28日、神奈川縣立青少年中心）
- 東北地方太平洋沖地震チャリティー公演「ポチッとな。 -Switching On Summer-」（2011年8月6日 - 14日・9月3日・4日、横浜相鉄本多劇場、群馬縣民会館）
- （2012年10月24日 - 28日、SPACE107(新宿)）[18]

### 廣播
- AKB48のオールナイトニッポン（2010年7月23日・10月8日・2011年9月9日、日本放送）

### 電影
- 未來之我製作法（あしたの私のつくり方）（2007年4月28日公開、日活）飾演日南子的同學
- （2012年4月）[19]飾演萩原裕子
- 飾演ノエル

### 演唱會
- AKB48 小組祭 (2014年1月27日、東京巨蛋表演廳)
- 走廊奔跑隊解散演唱會 (2014年2月9日、Zepp DiverCity)

### 遊戲
- 萌麻雀入門!（2008年、Hudson Soft PSP） - 飾演 平公子
- D4DJ Groovy Mix（2020年、武士道） - 飾演 瀬戸リカ

## 註解
1. ↑  退出前，最後一次以AKB48成員身份參與第25張單曲GIVE ME FIVE!的選拔，單曲並於2012年2月15日在日本、16日在台灣發售。

## 外部連結
- 尾木製作個人介紹頁（日語）
- 平嶋夏海的Ameba部落格（日語）（2013年9月14日 -）
- 平嶋夏海的X（前Twitter）（日語）（2014年7月22日 - ）
- 平嶋夏海的Instagram帳戶（日語）（2016年2月24日 - ）
- ワンエイトプロモーション官方簡介 （页面存档备份，存于） （日語）
- YouTube上的なつみんち【平嶋夏海】頻道（2020年7月23日 - ）（日語）